# 朴熺太
朴熺太（韓語：박희태，1938年8月9日—），出生于庆尚南道南海郡，建国大学大学院法学博士。为前大国家党代表，曾任法务部长官、国会法例司法委员会委员长等职。2010年6月8日，当选为国会议长，2012年2月9日，因行贿事件宣布辞职。
2014年9月11日因在江原道的高爾夫球場性騷擾女球童而被檢察機關調查與起訴，後被判有期徒刑6個月，緩刑1年。